# ريانا (كتاب)
ريانا هو كتب طاولة القهوة من تأليف المغنية ريانا، بالتعاون مع المدير الفني سيمون هينوود. صدر في أكتوبر 19, 2010, في إطار منشورات ريزولي. الكتاب، والذي يتميز بوجود صور من جولة الفتاة الأخيرة في الأرض، بمثابة مرافقة للألبوم الرابع المقدر آر.

## تاريخ
كان أصل عنوان الكتاب ريانا: الفتاة الوحيدة في الأرض، تعادل مع هينوود رجل الأوميغا المأثر وجولة الفتاة الأخيرة في الأرض. في وقت لاحق تم تغيير العنوان لريانا.

## الإصدار
صدر ريانا في كل من نسخة غلاف فني وغلاف عادي في أكتوبر 19, 2010. لترويج الكتاب، وقعت الكتاب في بارنز أند نوبل في الجادة الخامسة في مدينة نيويورك.

### الطبعة الفاخرة
كما توفرة لفترة محدودة ريانا: الطبعة الفاخرة، طبعة محدودة من الكتاب التي ظهرت صورة نادرة موقعة من ريهانا أثناء تصوير فيديو «ولد وقح». الطبعة كانت تتضمن حروف من صدفة المحار أيضاً مع كريستال سواروفسكي، فضلاً عن سي دي يضم ريمكس خاص لأغنية «صور» من المقدر آر. أنتجت كمية صغيرة من نسخ من الطبعة الفاخرة.